# Really Don't Care
Singles de Demi Lovato en duo avec Cher Lloyd
Neon Lights
(2013) Somebody To You
(2014)
Singles par Cher Lloyd
Sirens
(2014)
Really Don't Care est une chanson de la chanteuse américaine Demi Lovato en duo avec l'artiste anglaise Cher Lloyd tirée de son quatrième album DEMI sorti en mai 2013. Elle a été choisie comme quatrième single car c'était la chanson de l'album qui n'était pas un single à avoir le plus de succès. Elle avait été citée comme single potentiel par Billboard.

## Composition
Really Don't Care est une chanson dance-pop avec des influences de bubblegum pop. Lovato, à l'origine, caractérisait ce titre comme une chanson de rupture. Elle voulait faire une chanson plus stimulante. Elle a déclaré dans une interview: "Lorsque j'ai pensé aux paroles, elles m'ont fait penser à l'intimidation, et m'a fait penser à la communauté LGBT."

## Promotion
Le lyric vidéo est sorti le 14 mai 2014 avec la participation de fans brésiliens. Le clip officiel a été filmé le 8 juin 2014 à la Gay Pride de Los Angeles. Le clip a été dévoilé le 26 juin 2014, dirigé par Ryan Pallotta, on peut y voir quelques célébrités notamment; Perez Hilton, Kat Graham, Shane Bitney Crone, Bria Kam, Chrissy Chambers, John Taylor, Travis Barker et Wilmer Valderrama,.

## Liste des pistes
- Digital download

1. "Really Don't Care (en duo avec Cher Lloyd)" – 3:21

- Digital remixes

1. "Really Don't Care" (DJLW Remix) – 4:31
2. "Really Don't Care" (Toy Armada & DJ GRIND Remix) – 5:38
3. "Really Don't Care" (Cole Plante Remix) – 5:08
4. "Really Don't Care" (Digital Dog Remix) – 5:08
5. "Really Don't Care" (Jump Smokers Remix) - 3:29

## Classement et certifications

### Classement
| Chart (2013-14)                              | Position |
| -------------------------------------------- | -------- |
| Australie (ARIA)                             | 73       |
| Belgique (UltratipFlanders)                  | 13       |
| Belgique (Ultratip Wallonia)                 | 14       |
| Canada (Canadian Hot 100)                    | 24       |
| Canada (CHR/Top 40)                          | 31       |
| République tchèque (Singles Digitál Top 100) | 41       |
| Irlande (IRMA)                               | 82       |
| Luxembourg (Billboard)                       | 11       |
| Nouvelle-Zélande (Recorded Music NZ)         | 36       |
| Philippines (Myx Philippines)                | 3        |
| Slovaquie (Singles Digitál Top 100)          | 51       |
| Royaume-Uni (Official Charts Company)        | 92       |
| États-Unis (Adult Top 40)                    | 32       |
| États-Unis (Billboard Hot 100)               | 26       |
| États-Unis (Hot Dance Club Songs)            | 1        |
| États-Unis (Mainstream Top 40)               | 7        |

| Pays              | Certification | Ventes    |
| ----------------- | ------------- | --------- |
| États-Unis (RIAA) | Platine       | 1 000 000 |